# Backlash (2008)
Backlash (2008) — десятое по счёту шоу Backlash, PPV-шоу производства американского рестлинг-промоушна World Wrestling Entertainment (WWE). Шоу прошло 27 апреля 2008 года на «Первой Маринер Арене» в Балтиморе, Мэриленд, США. Шоу представляло все три бренда WWE: Raw, SmackDown! и ECW.
Во время шоу прошло 8 поединков, из которых 4 титульных. Главным событием вечера стал четырёхсторонний поединок на выбывание между Рэнди Ортоном, Джоном Синой, Трипл Эйчем и JBL за титул чемпиона WWE, в котором победил Трипл Эйч. В главном событии бренда SmackDown! Гробовщик победил Эджа по болевому и сохранил Чемпионство мира в тяжёлом весе.

## Результаты

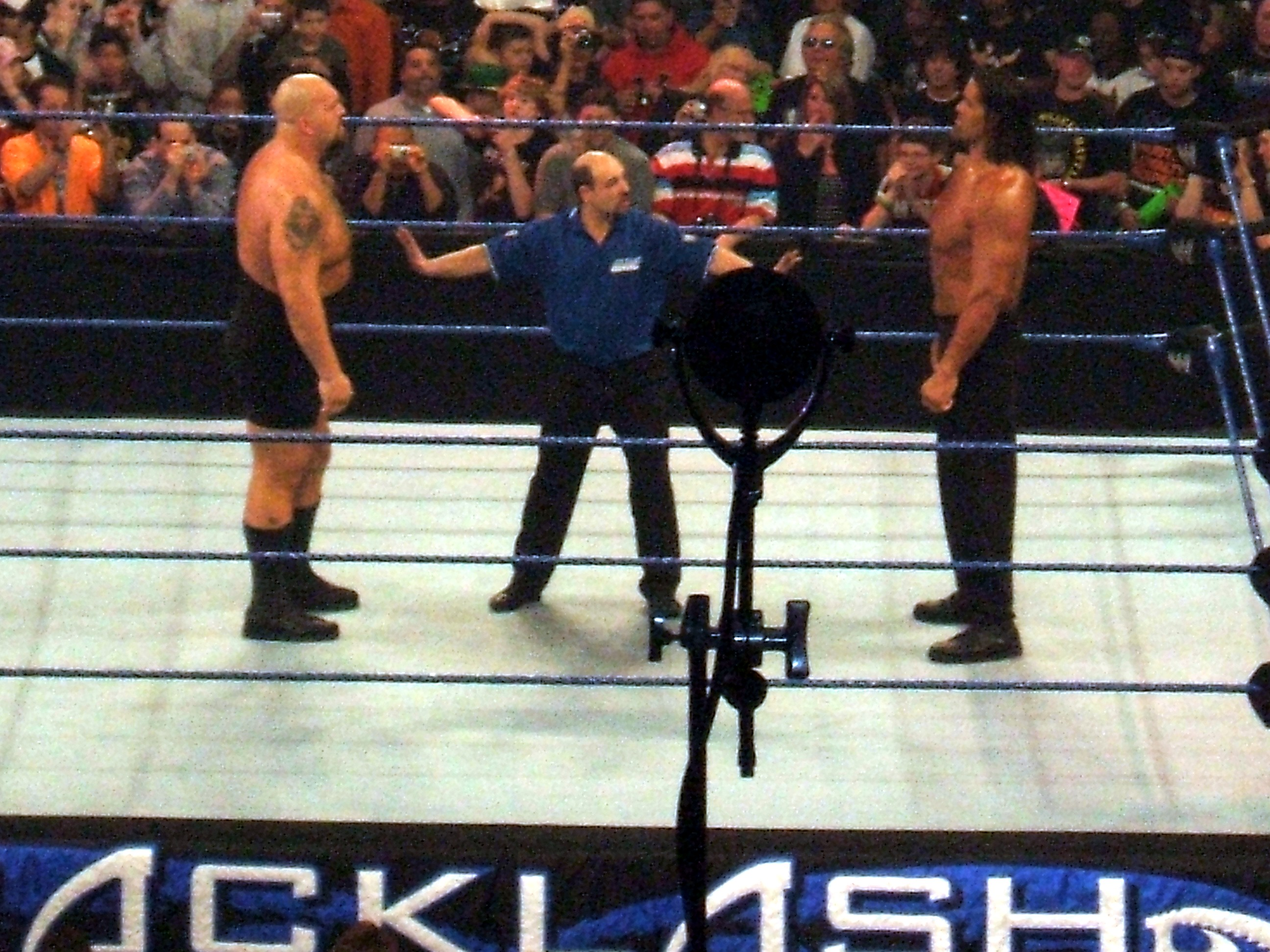
Биг Шоу и Кали перед поединком

| #                                | Результаты | Условия                                                             | Время |
| -------------------------------- | --- | ------------------------------------------------------------------- | ----- |
| Dark                             | Джон Морриссон и Миз победили Джимми Ванг Янга и Шеннон Мур                                                                         | Командный поединок                                                  | n/a   |
| 1                                | Мэтт Харди победил МВП (c) | Одиночный поединок за титул чемпиона США                            | 11:24 |
| 2                                | Кейн (c) победил Чаво Герреро (с Бэмом Нили)                                                                                        | Поединок за титул чемпиона ECW                                      | 08:49 |
| 3                                | Биг Шоу победил Великого Кали | Поединок один на один                                               | 08:05 |
| 4                                | Шон Майклз победил Батисту | Одиночный поединок со специально приглашенным судьёй Крисом Джерико | 14:59 |
| 5                                | Бет Феникс, Мелина, Лэйла, Джиллиан Холл, Виктория и Наталья победили Микки Джеймс, Марию, Эшли, Мишель Маккул, Черри и Келли Келли | Командный поединок 12 див                                           | 06:31 |
| 6                                | Гробовщик (c) победил Эджа в результате подчинения                                                                                  | Поединок за титул чемпиона мира в тяжёлом весе                      | 18:23 |
| 7                                | Triple H победил Рэнди Ортона (c), Джона Сину и JBL                                                                                 | Фатальный четырёхсторонний поединок за титул чемпиона WWE           | 28:11 |
| (c) - чемпион на момент поединка | |                                                                     |       |